# TMOD1
TMOD1 (англ. Tropomodulin 1) – білок, який кодується однойменним геном, розташованим у людей на короткому плечі 9-ї хромосоми. Довжина поліпептидного ланцюга білка становить 359 амінокислот, а молекулярна маса — 40 569.
| 10         |  | 20         |  | 30         |  | 40         |  | 50         |
| ---------- |  | ---------- |  | ---------- |  | ---------- |  | ---------- |
| MSYRRELEKY |  | RDLDEDEILG |  | ALTEEELRTL |  | ENELDELDPD |  | NALLPAGLRQ |
| KDQTTKAPTG |  | PFKREELLDH |  | LEKQAKEFKD |  | REDLVPYTGE |  | KRGKVWVPKQ |
| KPLDPVLESV |  | TLEPELEEAL |  | ANASDAELCD |  | IAAILGMHTL |  | MSNQQYYQAL |
| SSSSIMNKEG |  | LNSVIKPTQY |  | KPVPDEEPNS |  | TDVEETLERI |  | KNNDPKLEEV |
| NLNNIRNIPI |  | PTLKAYAEAL |  | KENSYVKKFS |  | IVGTRSNDPV |  | AYALAEMLKE |
| NKVLKTLNVE |  | SNFISGAGIL |  | RLVEALPYNT |  | SLVEMKIDNQ |  | SQPLGNKVEM |
| EIVSMLEKNA |  | TLLKFGYHFT |  | QQGPRLRASN |  | AMMNNNDLVR |  | KRRLADLTGP |
| IIPKCRSGV  |  |            |  |            |  |            |  |            |

A: Аланін

C: Цистеїн

D: Аспарагінова кислота

E: Глутамінова кислота

F: Фенілаланін

G: Гліцин

H: Гістидин

I: Ізолейцин

K: Лізин

L: Лейцин

M: Метіонін

N: Аспарагін

P: Пролін

Q: Глутамін

R: Аргінін

S: Серин

T: Треонін

V: Валін

W: Триптофан

Задіяний у такому біологічному процесі, як альтернативний сплайсинг. 
Білок має сайт для зв'язування з молекулою актину. 
Локалізований у цитоплазмі, цитоскелеті.